# Stanisław Krzemień
Stanisław Piotr Krzemień (ur. 15 listopada 1919 w Milatynie Starym, zm. 1984) – polski rolnik, poseł na Sejm PRL VII kadencji.

## Życiorys
Uzyskał wykształcenie podstawowe. W czasie II wojny światowej przeszedł szlak bojowy z 2. Armii Wojska Polskiego (w której służył ochotniczo) od Żytomierza do Bad Schandau, gdzie zastała go kapitulacja Niemiec. W grudniu 1945 został zdemobilizowany, powracając w okolice Gliwic, gdzie prowadził gospodarstwo rolne. Zasiadał w Gminnej Radzie Narodowej. W 1976 uzyskał mandat posła na Sejm PRL w okręgu Gliwice z ramienia Zjednoczonego Stronnictwa Ludowego. Zasiadał w Komisji Budownictwa i Przemysłu Materiałów Budowlanych, w której był zastępcą przewodniczącego, oraz w Komisji Przemysłu Ciężkiego, Maszynowego i Hutnictwa.